# Fusillade bij Dronrijp

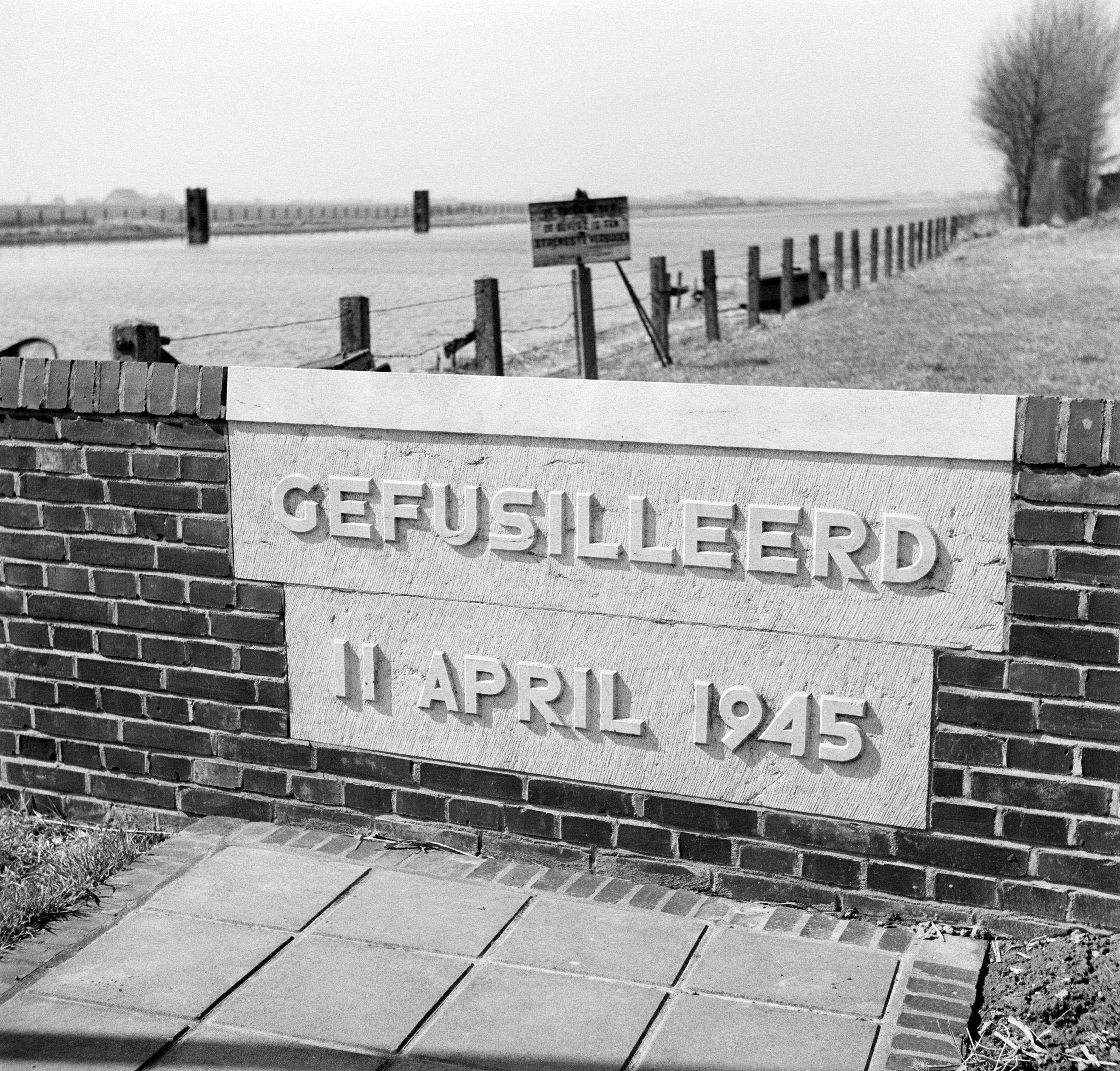
Het gedenkteken aan de voet van de dijk van het Van Harinxmakanaal bij Dronrijp

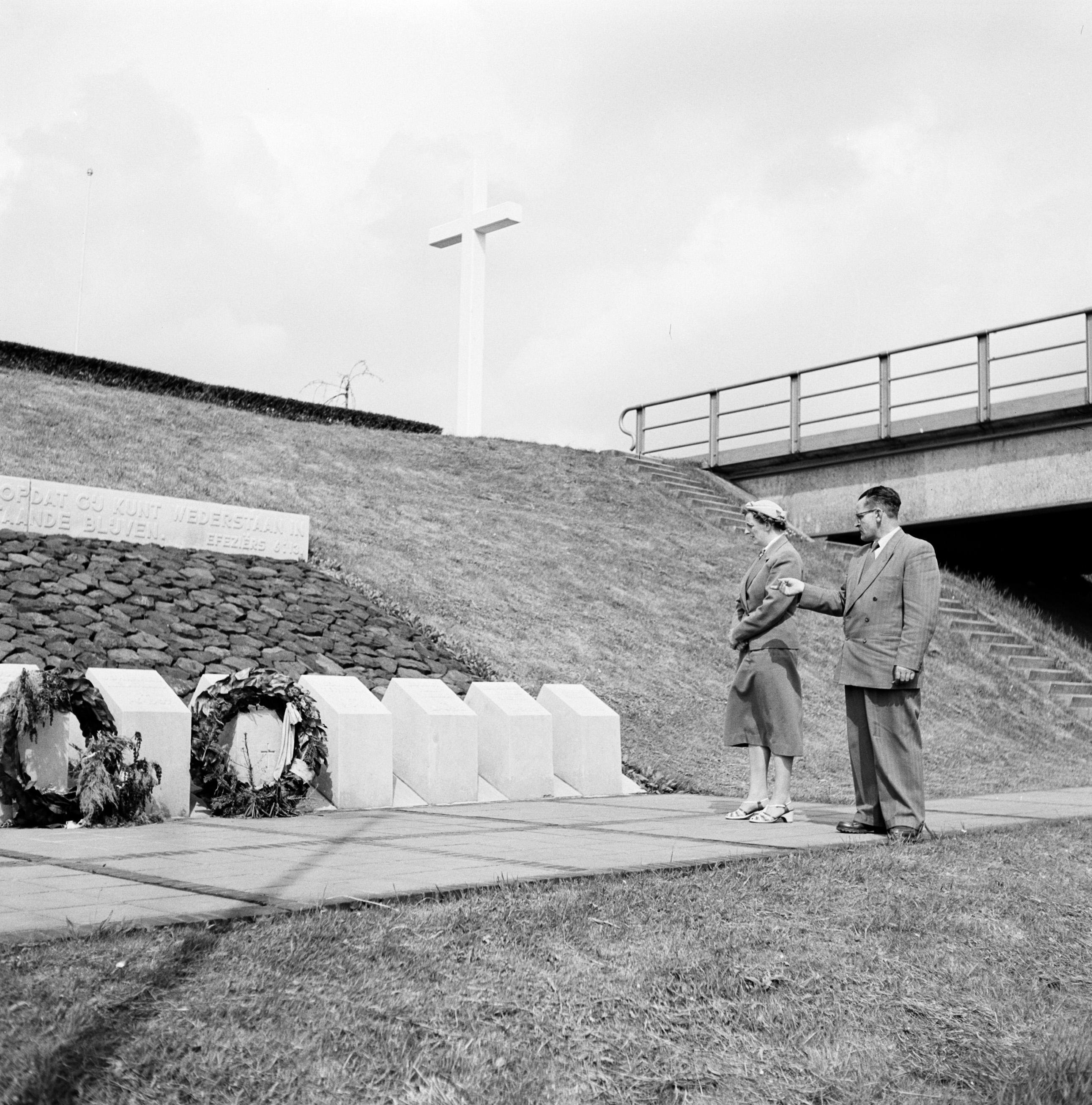
Ynse Postma en echtgenote bij het gedenkteken (1955)

De Fusillade bij Dronrijp was een gebeurtenis in Dronrijp aan het einde van de Tweede Wereldoorlog waarbij op 11 april 1945 veertien gevangenen door leden van de SD werden gefusilleerd.

## Represaille
De executie was een represaille voor de sabotage door de Binnenlandse Strijdkrachten van het treinverkeer tussen Leeuwarden en Franeker door het loshalen van de rails bij de spoorbrug over de Bolswardertrekvaart.

## Slachtoffers
De Sicherheitsdienst uit Leeuwarden had op 11 april 1945 14 gevangenen naar de brug bij Dronrijp gebracht, te weten:
- Johannes Nieuwland
- Hendrik Jozef Spoelstra
- Douwe Tuinstra
- Mark Wierda
- Klaas Jan Wypcke Wierda
- Hyltje Wierda
- Sijbrandus van Dam
- Heinrich Harder
- Dirk de Jong
- Gerard de Jong
- Hendrik Jan de Jong
- Ruurd Kooistra
- Johannes Marinus Ducaneaux
- Oudger van Dijk

Van deze gevangenen overleefde alleen Gerard de Jong de hierop volgende executie door zich dood te houden.

## Poging tot verijdeling
De Binnenlandse Strijdkrachten hebben een poging gedaan om deze executies te voorkomen. Zo werd er opdracht gegeven aan de BS-gevechtsgroep om in actie te komen. Echter bereikte deze order de in Baijum gestationeerde BS-gevechtsgroep te laat. Men was ook bang voor een tweede situatie zoals deze zich in Putten eerder had voorgedaan. De gevangenen zouden worden ontzet bij de spoorlijn, iets verderop, waar men klaarlag om de gevangenen te bevrijden. Echter bij de brug van Dronrijp werd het konvooi verrast door een Engelse jachtvlieger. Hierop zijn de gevangenen uit de vrachtauto's gezet en dus bij de brug gefusilleerd.
De bevolking van Dronrijp was na de executies woedend op de BS'ers. "Dit bereiken jullie nu met jullie sabotage", zouden zij hebben geroepen.

## Monument
Bij de brug in Dronrijp is een monument opgericht ter nagedachtenis aan de slachtoffers. Johannes Marinus Ducaneaux en Oudger van Dijk ontbreken hier echter op, omdat zij in opspraak zijn geraakt vanwege (vermeende) samenwerking met de Duitse bezetter.